# آریل‌سولفاتاز B
آریل‌سولفاتاز B (انگلیسی: Arylsulfatase B) که با نام‌های دیگری همچون «اِن-استیل‌گالاکتوزامین-۴-سولفاتاز»، «کوندروئیتین سولفاتاز» و «استیل‌گالاکتوزامین-۴-سولفات سولفوهیدرولاز» هم شناخته می‌شود، آنزیمی است که با بیماری ماروتو-لامی مرتبط است.
این آنزیم که از گروهِ آریل‌سولفاتازهاست، در لیزوزوم‌های کبد، لوزالمعده و کلیه‌های جانوران یافت می‌شود و عملکرد اصلی‌اش، هیدرولیز سولفات‌ها در بدن است. آریل‌سولفاتاز B، این کار را از طریق تجزیهٔ گلیکوزآمینوگلیکان‌ها (GAGs) بویژه درماتان سولفات و کندروایتین سولفات انجام می‌دهند.
آریل‌سولفاتاز B توسط ژن «ARSB» کُد می‌شود و تاکنون، ۱۳۰ گونه جهش ژنی در آن کشف شده‌است که هر یک می‌توانند منجر به کمبود نهایی این آنزیم در بدن شوند. در بیشتر مواقع، این جهش تنها در یک نوکلئوتید در توالی دی‌ان‌ای پیش می‌آید.
کمبود این آنزیم منجر به تجمع گلیکوزآمینوگلیکان‌ها در لیزوزوم‌ها می‌شود و در نهایت، ممکن است بیماری «موکوپلی‌ساکاریدوز نوع ۴» را ایجاد کند.
این آنزیم، جهت مصارف دارویی هم استفاده می‌شود و نام غیراختصاصی بین‌المللی آن «گال‌سولفاز» (galsulfase) با نام تجاری «ناگلازیم» (Naglazyme) است.
پژوهش‌هایی در زمینهٔ ارتباط و نقش این آنزیم در زمینهٔ برخی سرطان‌ها (رودهٔ بزرگ و پروستات)، متابولیسم (بویژه گلیکولیز هوازی) و بیماری فیبروز سیستیک انجام شده‌است.